# Reinhold Seeberg
Reinhold Seeberg, född 5 april 1859 i Livland, död 23 oktober 1935 i Ahrenshoop, var en tysk teolog. Han var bror till Alfred Seeberg och far till Erich Seeberg.

## Nationalkonservativ teologi
Seeberg var professor i Erlangen i kyrkohistoria och Nya Testamentets tidshistoria från 1889, i Berlin i systematisk teologi, dogmhistoria och Nya Testamentets exegetik 1898-1928. Han ville slapa en "modernt positiv" teologi som gav "det vetenskapliga uttrycket och beviset för den kristna uppenbarelsereligionen i det aktuella tidsläget". Han tillhörde den nationalkonservativa teologiskolan. Seeberg var även verksam i kyrkligt-socialt arbete.

### Seebergadressen

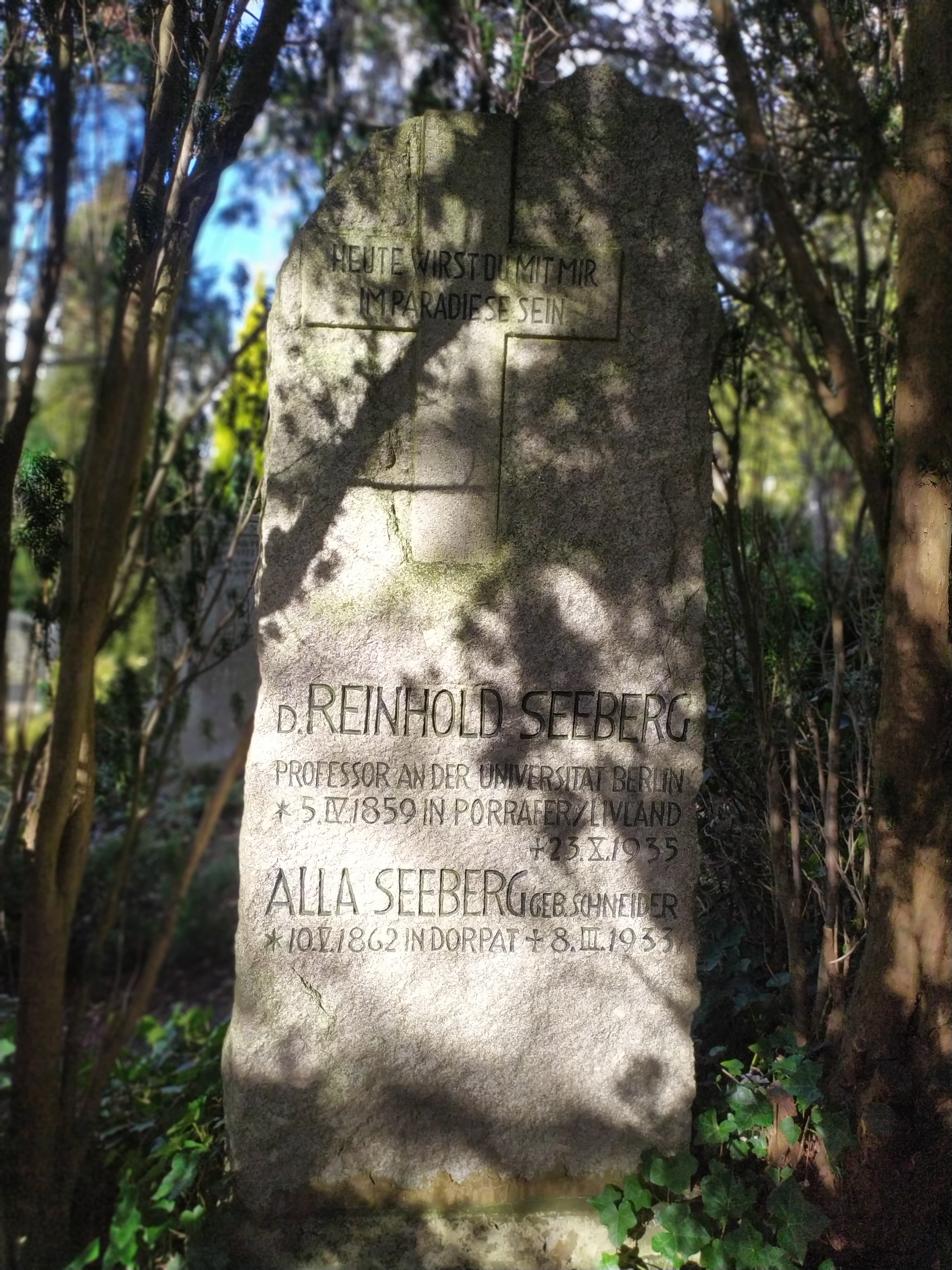

Under första världskriget, den 20 juni 1915, publicerades Seebergadressen. I spetsen för den stod Seeberg som vid utarbetandet av uppropet stod i nära samarbete med alltyska kretsar där annexionsfreden hade sina ivrigaste förespråkare. När Seeberg den 8 juli överlämnade uppropet till Bethmann Hollweg hade han samlat in 1347 underskrifter, varibland 352 kom från universitetslärare. Här krävdes att Tyskland skulle utnyttja vapenmakt för att nå högt ställda krigsmål. Frankrike skulle tvingas ge upp land - inte minst delar av Atlantkusten skulle säkras för Tyskland – och Belgien skulle införlivas med den tyska maktsfären. I båda fallen borde det ses till att industriellt betydelsefull egendom överfördes i tyska händer och att de erövrade befolkningen skulle ställas utanför allt politiskt inflytande. Stora skadestånd borde avtvingas Frankrike - men även Storbritannien om det gick. Kolonialväldet skulle utvidgas på Frankrikes och Storbritanniens bekostnad. Områden från Ryssland annekteras; ryssarna fördrivas och tysk kolonisering uppmuntras. Här skulle en stark, sund tysk bondeklass växa upp.